# Michelle Fazzari
Michelle Christina Fazzari (ur. 10 lipca 1987, zm. 30 sierpnia 2024) – kanadyjska zapaśniczka. Olimpijka z Rio de Janeiro 2016, gdzie zajęła siedemnaste miejsce w kategorii 58 kg.
Brązowa medalistka mistrzostw świata w 2017. Siódma na igrzyskach panamerykańskich w 2015. Złoty medal na mistrzostwach panamerykańskich w 2014 i 2017. Srebrna medalistka igrzysk wspólnoty narodów w 2018. Pierwsza w Pucharze Świata w 2013; druga w 2012 i czwarta w 2014. Złoto na igrzyskach frankofońskich w 2013 i na mistrzostwach Wspólnoty Narodów w 2007. Mistrzyni świata juniorów z 2001 roku.
Zmarła 30 sierpnia 2024 roku, wskutek choroby nowotworowej.